# طناوات
الطناوات (الاسم العلمي: Tonninae) هي أسرة من الرخويات تتبع الفصيلة الطنية من رتبة الصدفيات الماصة.

## أجناس
- الطنة
- الماليا
- الدليوم الحقيقي